# Hoppboll
| En hoppboll |  | En vuxen man på en hoppboll. |
| En hoppboll |  | En vuxen man på en hoppboll. |

Hoppboll är en leksak som består av en stor luftfylld gummiboll med handtag, avsedd att sitta på och studsa sig fram. Hoppbollar brukar vara gjorda för utomhusbruk, färgglada och ibland dekorerade med diverse motiv.
Företaget Sony Ericsson drev 2009 en stor internationell kampanj med hoppbollar i fokus.
I den kontroversiella italienska filmen Sverige – Himmel eller helvete från 1968, regisserad av Luigi Scattini, studsar gymnastikflickor fram på hoppbollar längs Sergelgatan i Stockholm.
Balansboll är en liknande produkt som används vid utförande av gymnastiska övningar, men den saknar handtag. Balansbollen uppfanns på 1950-talet.

## Bildgalleri

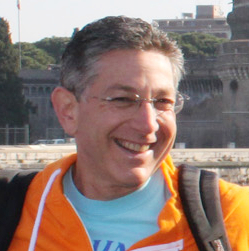
Ashrita Furman satte Guinness världsrekord i att snabbast ta sig fram en engelsk mil på en hoppboll i januari 2005.
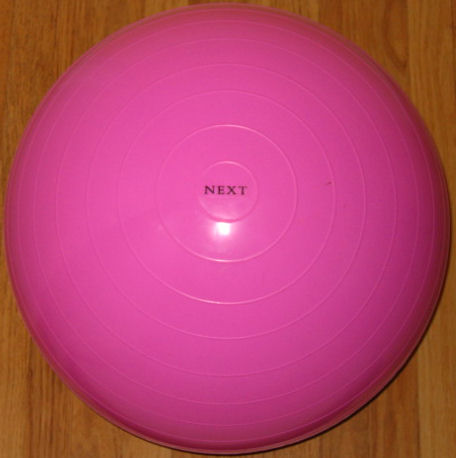
Balansbollar saknar handtag.